# گایانه چبوتاریان
گایانه مؤسسی چبوتاریان (ارمنی: Գայանե Մովսեսի Չեբոտարյան; انگلیسی: Gayane Chebotaryan؛ زاده ۸ نوامبر ۱۹۱۸ – درگذشته ۱۶ ژانویه ۱۹۹۸) یک آهنگساز و موسیقی‌شناس و نوازنده پیانو ارمنی بود. وی همچنین استاد کنسرواتوار دولتی کومیتاس ایروان بود. چبوتاریان فارغ‌التحصیل کنسرواتوار سنت پیترزبورگ بود. چبوتاریان از سال ۱۹۶۰ عضو حزب کمونیست اتحاد شوروی بود.

## زندگی‌نامه
وی در ۸ نوامبر ۱۹۱۸ در روستوف-نا-دونو به دنیا آمد و از کنسرواتوار سنت پیترزبورگ فارغ‌التحصیل گشت. وی همچنین برنده جوایزی همچون چهره هنری شایسته ارمنستان شوروی و مدال کارگر ممتاز شد.  وی در ۱۶ ژانویهٔ ۱۹۹۸ در سن ۷۹ سالگی در مسکو درگذشت.

## برگزیده آثار
- Piano Trio
- Suite, for orchestra No. 2
- Six Preludes
- Polifonicheskii al'bom dlia iunoshestva. 13 fortepiannykh p'es collection, 1975